# Eparchie Mandya
Die Eparchie Mandya ist eine Eparchie der mit der römisch-katholischen Kirche unierten syro-malabarischen Kirche mit Sitz in Mandya in Indien. Sie umfasst die Distrikt Mandya, Mysuru, Hassan und Chamrajnagar im indischen Bundesstaat Karnataka.

## Geschichte
Papst Benedikt XVI. gründete die Eparchie  am 15. Januar 2010 aus Gebietsabtretungen der Eparchie Mananthavady und unterstellte sie der Erzeparchie Tellicherry als Suffragandiözese. Erster Ortsordinarius war bis zum 29. August 2014 George Njaralakatt.

## Bischöfe
- George Njaralakatt (2010–2019), dann Erzbischof von Tellicherry
- Antony Kariyil CMI (2015–2019), dann Vikar des Großerzbischofs von Ernakulam-Angamaly
- Sebastian Adayanthrath (seit 2019)